# Bonifazio di Petati
Bonifazio di Petati eller Bonifazio Veronese, född 1487, död 1553, var en italiensk konstnär.
Petati verkade först i Verona, och var från 1520-talet verksam i Venedig, där han slöt sig till Palma Vecchio och blev dennes främsta lärjunge. Petati är representerad i akademin i Venedig med flera andaktsbilder, vidare i Pittigalleriet, i Florens med målningarna Sacra Conversazione, Mosesbarnet upptäckes med flera, och finns för övrigt representerad på flera europeiska museer.